# SS Aleutian
El SS Aleutian fue un buque de pasajeros de cabotaje norteamericano. Construido en 1899 para la Ward Line como SS Havana, más tarde prestaría servicio en la construcción del Canal de Panamá como SS Panama y finalmente entraría en servicio en Alaska como SS Aleutian. Se hundió en aguas de Alaska el 26 de mayo de 1929 tras chocar accidentalmente contra una roca.

## Hundimiento

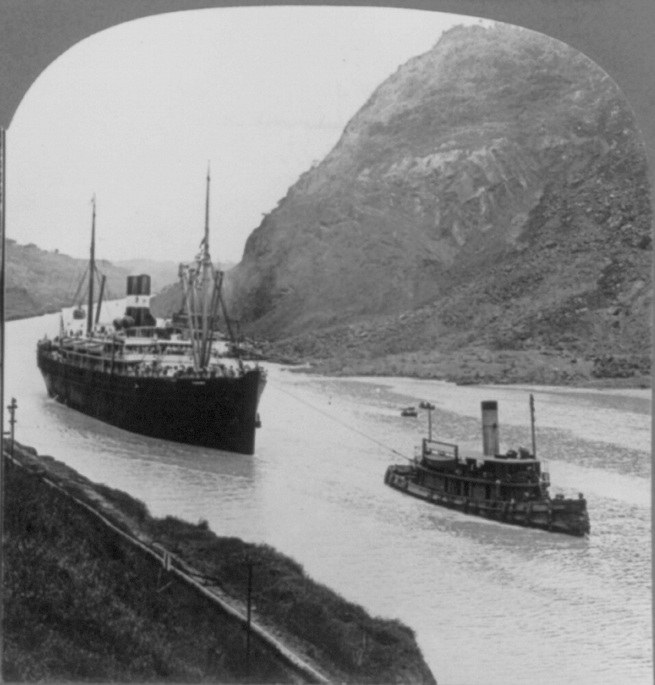
SS Panama en el Corte Culebra el 7 de febrero de 1915, el primer viaje que atravesó el Canal de Panamá.

El 26 de mayo de 1929, el Aleutian navegaba hacia la bahía de Uyak ( 57.8000°N 154.0667°W ) en la costa de la isla Kodiak con tiempo despejado y buena visibilidad cuando de repente se sacudió todo el casco. Había golpeado una roca sumergida en el extremo sur de la isla Amook (57°25′30″N 153°50′30″O / 57.42500, -153.84167) que la había desgarrado. Se hundió apenas siete minutos después del impacto. Un miembro de la tripulación se perdió cuando bajó para recuperar su herradura de la suerte, pero las otras 153 personas a bordo (39 pasajeros y 114 tripulantes) lograron escapar y sobrevivieron. Una pequeña lancha a motor llevó a algunos de los pasajeros a Larsen Bay, desde donde se envió una embarcación de una fábrica de conservas para recoger al resto de los supervivientes y llevarlos también a Larsen Bay. 
Después de que todos los supervivientes llegaron a la bahía de Larsen, el barco de reconocimiento geodésico y costero de los Estados Unidos USC&GS Surveyor los recibió allí y los transportó a todos a Seward en el centro sur de Alaska.

## Pecio
Se pensaba que el Aleutian se había hundido en aguas muy profundas y no se había intentado salvarlo. En 1998, el historiador de naufragios Steve Lloyd investigó el testimonio de la audiencia de la Junta de Investigación Marina que se había llevado a cabo después del hundimiento del Aleutian. Reconstruyendo el testimonio dado por los oficiales de las Aleutianas, estimó el rumbo del barco justo antes de que la roca del pináculo le infligiera su golpe mortal. En 2002 inició una búsqueda con sonar de barrido lateral y magnetómetro en el fondo del mar, comenzando por la roca que había hundido el barco. (La roca fue posteriormente marcada con una ayuda a la navegación y nombrada Roca Aleutiana en honor al miembro de la tripulación fallecido). El 14 de agosto de 2002, los buscadores encontraron un objetivo metálico en el fondo del mar. El descubrimiento fue confirmado cuando un buzo descendió para una inspección. En el fondo, todavía erguida, yacía la Aleutiana. Su naufragio se encuentra justo al lado del extremo sur de la isla Amook, aproximadamente a mitad de camino de la bahía Uyak en la isla Kodiak. 
En 2003, Lloyd solicitó derechos de salvamento de los restos del naufragio. "La carga todavía está en la bodega. Los muebles todavía están en el camarote... las escupideras todavía en la sala de fumadores de los caballeros... Algunas partes de la superestructura se han derrumbado y casi toda la madera ha desaparecido. Pero algunas secciones de la cubierta eran de acero y están aún allí". En 2004, el lugar del naufragio se incluyó en el Registro Nacional de Lugares Históricos. En diciembre de 2005, el estado de Alaska y la compañía de exploración del descubridor llegaron a un acuerdo que permitiría la recuperación de artefactos de conformidad con la Oficina de Historia y Arqueología del estado y las regulaciones ambientales. El Aleutian se está deteriorando lentamente debido a los efectos de la corrosión del agua salada y el tiempo. A pesar del rápido hundimiento del barco y del tiempo que pasó bajo el agua, se encuentra notablemente intacto. La profundidad, la corriente y la baja visibilidad de su lugar de descanso la hacen accesible sólo para buceadores experimentados en pecios profundos con capacitación y certificación avanzadas.